# Хан, Людвиг
Людвиг Герман Карл Хан (нем. Ludwig Hermann Karl Hahn; 23 января 1908, Айцен, Биненбюттель, Германская империя — 10 ноября 1986, Аммерсбек, ФРГ) — немецкий юрист, штандартенфюрер СС, командир полиции безопасности и СД в Кракове и Варшаве. Участвовал  в ликвидации Варшавского гетто и в подавлении Варшавского восстания 1944 года.

## Биография
Людвиг Хан родился 23 января 1908 года в крестьянской семье. Кроме Людвига у супругов родились четыре девочки. После окончания народной школы он поступил в 1918 году в гимназию в Люнебурге, которую окончил в 1927 году, сдав экзамены на аттестат зрелости. С 1927 по 1931 изучал право в университетах Гёттингена и Йены. Первый государственный экзамен он сдал 27 июня 1931 года, а 27 июля получил докторскую степень. Проходил юридическую стажировку в различных городах Германии: Люнебурге, Наумбурге, Веймаре и Йене. Второй государственный экзамен он сдал 29 апреля 1935 года. 1 февраля 1930 года в Гёттингене  вступил в НСДАП и получил билет № 194463. В то время также состоял в национал-социалистическом союзе студентов. В июне 1930 года стал членом штурмового отряда (СА) в Йене; в декабре 1930 года  получил звание шарфюрера СА. 21 апреля 1933 года был зачислен в СС. До конца мая 1933 служил в 17 штандарте (полку) СС в Люнебурге. С конца мая и до конца октября 1933 принадлежал к 26 штандарту СС в Гамбурге, с конца октября и до конца декабря 1933 к 47 штандарту СС в Веймаре. С апреля 1933 года являлся членом Национал-социалистического союза юристов. Весной 1933 года основал группу юристов из этой организации в гау Восточный Ганновер. В марте 1934 года принял участие в первом юридическом курсе Тюрингской государственной школы руководства и политики в Эпендорфе.
1 июня 1935 года был назначен референтом в Главном управлении по безопасности рейхсфюрера СС. В 1936 году стал заместителем руководителя гестапо Ганновера. 1 сентября 1936 года был переведён в берлинском отделении гестапо. С апреля 1937 года был руководителем гестапо в Веймаре. На этой должности также был постоянным представителем начальника полиции.
Хан также окончил два военных учебных курса вермахта, длительностью в восемь недель: с 8 августа по 3 октября 1936 года в 56-м вспомогательном батальоне в Брауншвейге и со 2 января по 1 марта 1937 года в 3-й противотанковой дивизии во Франкфурте-на-Одере. Со второго учебного курса он был снят в качестве ефрейтора и кандидата в офицеры запаса.
После начала польской кампании в сентябре 1939 года Хан возглавил айнзацкоманду 1, входившую в состав айнзацгруппы I, подчинённую Бруно Штреккенбаху во время операции «Танненберг». В задачи айнзацгрупп входила «борьба со всеми антигерманскими враждебными элементами в тылу сражающихся войск» и одновременно всеобъемлющее уничтожение польской интеллигенции. Айнзацгруппа I была сформирована в августе 1939 года в Вене и действовала в зоне 14-й армии вермахта в Польше. После расквартировании в Саноке с 26 сентября по 26 октября и использовании в Нойтитчене, Жешуве и Бельско-Бяла 20 ноября 1939 года подразделение было распущено. В январе 1940 года в качестве преемника Вальтера Хуппенкотена был назначен командиром полиции безопасности и СД в Кракове. Уже 14 августа 1940 года был переведён в Главное управление имперской безопасности (РСХА) и в то же время направлен в качестве спецпредставителя рейхсфюрера СС в посольство Прессбурга, где работал советником словацкого министра внутренних дел по вопросам полиции. В апреле 1941 года в ходе Балканской кампании принял руководство над одной из команд в составе айнзацгруппы в Греции. 1 августа 1941 года занял пост командира полиции безопасности и СД в Варшаве. На этой должности отвечал за смертные приговоры полицейских судов и принимал решения о казнях поляков в Варшавском кольце. Главная комиссия по расследованию немецких преступлений в Польше после войны собрала 29 приказов, подписанных Ханом в 1941—1944 годах, где говорилось о казни 1598 заложников. Кроме того, сохранились тексты приказов Хана о депортации евреев в концлагеря Гросс-Розен и Штуттгоф, в которых он указывал расстреливать отдельных заключённых. Также участвовал совместно с бригадефюрером СС Юргеном Штропем в уничтожении Варшавского гетто и подавлении восстания в нём. Организовал депортацию 300 000 евреев из гетто в лагерь смерти Треблинка. Во время Варшавского восстания в августе-октябре 1944 вместе с войсками СС сражался на юге, а потом и в центре города. Кроме того, лично командовал обороной Варшавского дистрикта. Позже по распоряжению Гиммлера Хан отдал приказ убить тысячи польских граждан в отместку за восстание. В период с августа по сентябрь 1944 года гестапо расстреляло от 5 000 до 10 000 мужчин, женщин и детей. За участие в подавлении восстания получил Железный крест 1-го класса. В апреле 1944 года был повышен до штандартенфюрера. 16 декабря 1944 года был переведён на западный фронт, где возглавил айнзацгруппу L (Кохем). 31 январе 1945 года снова был возвращён на восточный фронт в качестве представителя Карла Оберга в группу армий «Висла». Затем служил в Дрездене в штабе руководителя СС и полиции. В марте 1945 года он получил должность командира полиции безопасности и СД в Вестфалии и отвечал за безопасность гауляйтера Альфреда Мейера.

### После войны

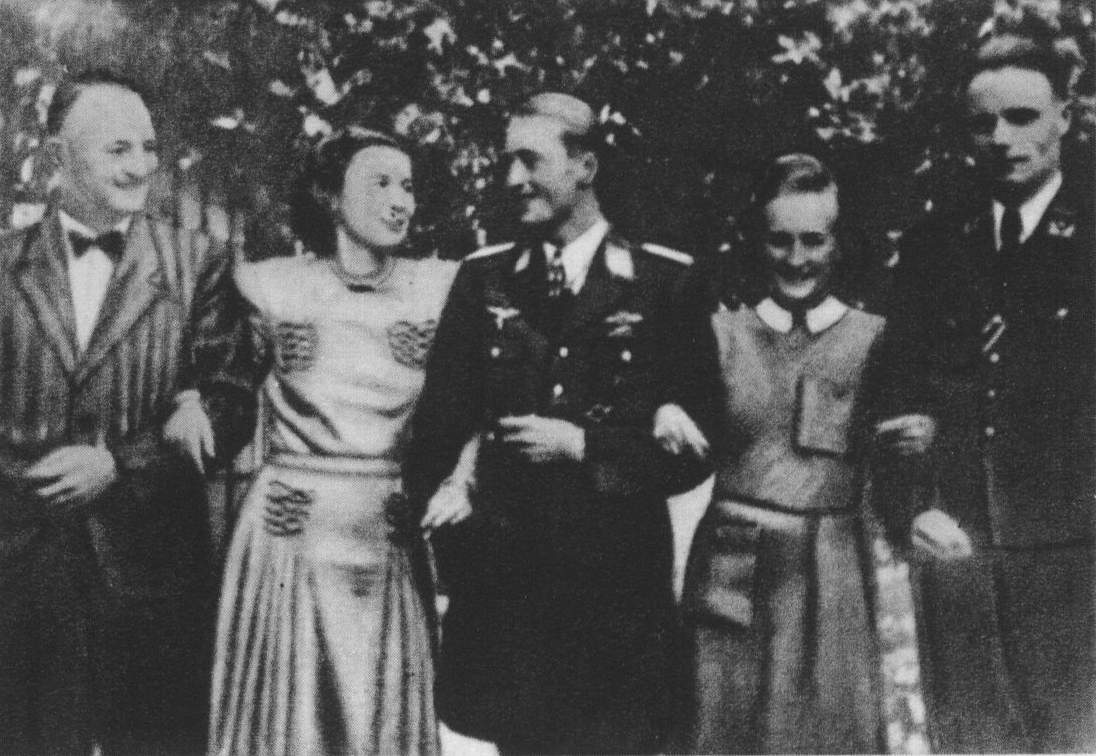
Людвиг Хан (крайний слева) вместе со своей женой и шурином в оккупированной Варшаве.

После войны жил под чужим именем в Бад-Айльзене. В 1946 году он был внесён в список разыскиваемых военных преступников, однако союзники не знали, что с ним случилось. Жена Хана сообщила, что его «забрали русские». В 1950 году британские власти прекратили поиск Хана. В 1949 году Хан перестал пользоваться другим именем и стал менеджером по продажам в фирме «Scharpenack & Teschenmacher» в Вуппертале. Осенью 1951 года перешёл в страховую отрасль и стал заместителем директора компании «Karlsruer Lebensversiherung AG», в 1955 году возглавил гамбургский филиал этой компании. В конце 1958 года Хан начал работать в фирме «Hans Rudolf Schmidt & Co GmbH», где возглавил отдел страхования жизни. В начале июля 1960 года он был арестован по месту жительства в Баренфельде и помещён в следственный изолятор, но уже в июле 1961 год был условно освобождён. Хан вернулся на своё рабочее место, купил участок и распорядился построить там особняк, куда переехал вместе с женой и 4 детьми. Между тем, продолжались расследования против него с параллельным сотрудничеством с польскими властями. После того как доказательств против него было достаточно, в декабре 1965 года Хан был арестован, но через два года его снова освободили «по медицинским соображениям». В это время он потерял свою работу и некоторое время работал в инвестиционной компании, а впоследствии работал страховым агентом. С 1969 года о Хане сообщали в прессе. Известный охотник за нацистами Симон Визенталь и историк Йозеф Вульф критиковали продолжительность расследования дела Хана. В мае 1972 года начались основные слушания гамбургского суда присяжных против Хана в отношении действий в тюрьме Павяк. 5 июня 1973 года Хан был приговорён к 12 годам лишения свободы за пособничество в убийстве по крайней мере 100 поляков, которые 21 июля 1944 года были расстреляны по его распоряжению. 4 марта 1975 года его кассационная жалоба была отклонена федеральным верховным судом ФРГ. 5 марта был арестован и помещён в тюрьму. 4 июля 1975 года земельный суд Гамбурга приговорил его к пожизненному заключению за депортацию евреев из Варшавского гетто, но 30 сентября 1983 года он был досрочно освобождён. Умер в 1986 году.

## Семья
В августе 1935 года женился на Шарлотте Штейнхофф, сестре Йоханнеса Штейнхоффа, немецкого лётчика-аса. В браке родилось четверо детей.

## Звания
- Роттенфюрер СС: 9 ноября 1934[21];
- унтершарфюрер СС: 1 июня 1935[21];
- гауптшарфюрер СС: 9 ноября 1935[21];
- унтерштурмфюрер СС: 20 апреля 1936[21];
- оберштурмфюрер СС: 30 января 1938[21];
- гауптштурмфюрер СС: 1 августа 1938[21];
- штурмбаннфюрер СС: 26 сентября 1938[21];
- старший правительственный советник: 12 сентября 1941[22];
- оберштурмбаннфюрер СС: 9 ноября 1941[22];
- штандартенфюрер СС: 20 апреля 1944[23];
- правительственный директор: 20 апреля 1944[23].

## Награды
- Железный крест 2-го класса (6 декабря 1940)[22];
- Крест «За военные заслуги» с мечами (30 января 1943)[22];
- Железный крест 1-го класса (9 октября 1944)[23].